# 이노

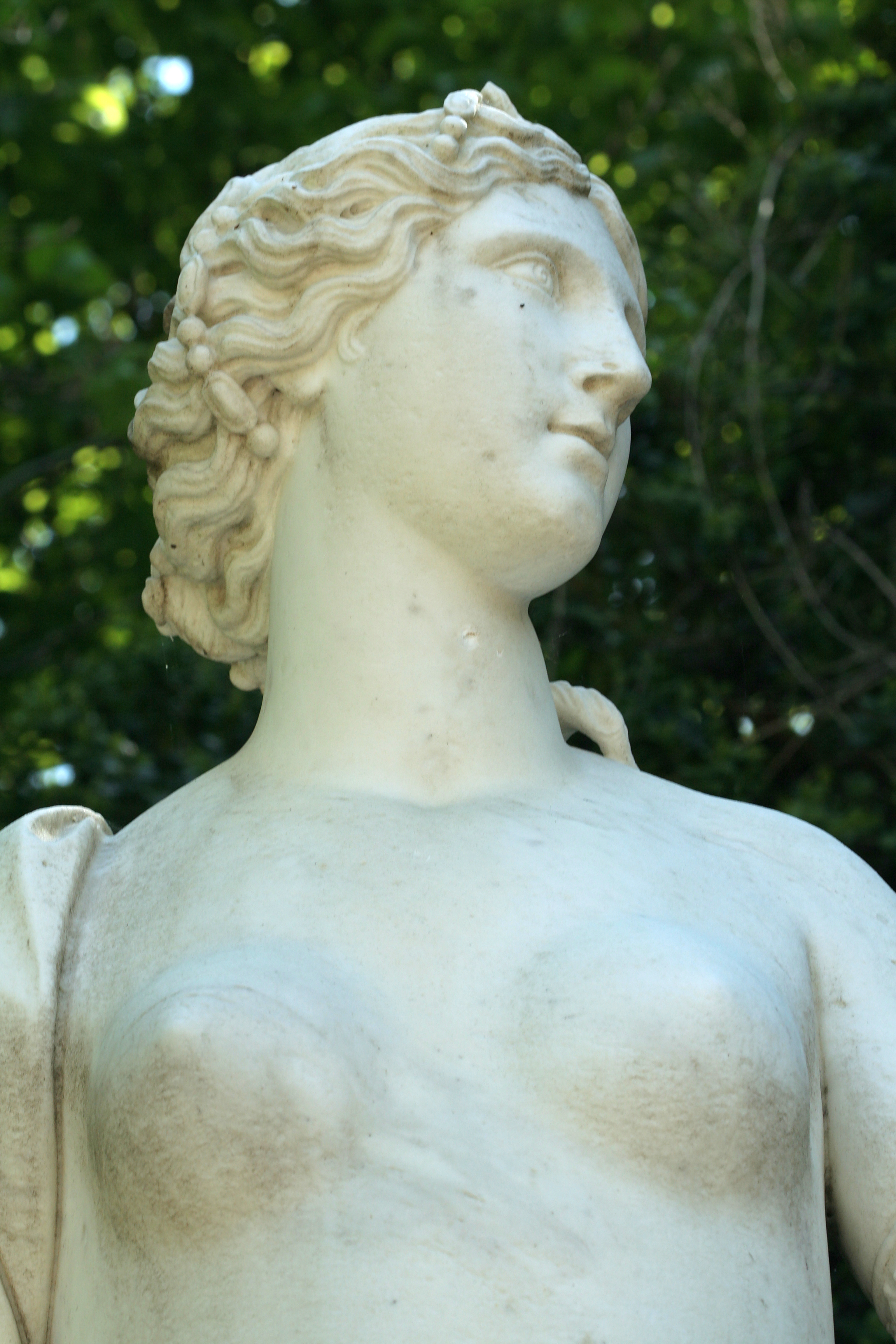

이노(Ino)는 그리스 신화에 나오는 아타마스의 두 번째 아내이다. 카드모스와 하르모니아 사이에서 태어났다. 폴리도로스의 누이이고 세멜레와 아가베, 아우토노에의 자매이다. 오르코메노스 왕 아타마스의 두 번째 아내가 되어 레아르코스와 멜리케르테스 두 아들을 낳았다.

## 신화
이노는 전처 네펠레가 낳은 남매 프릭소스와 헬레를 모함하여 없애려고 하였는데, 이들 남매는 황금양을 타고 도망치다가 헬레는 바다에 떨어져 죽었다. 그 지점을 ‘헬레의 바다’라는 뜻에서 헬레스폰트 또는 헬레스폰투스해협(지금의 다르다넬스해협)이라고 부르게 되었으며, 프릭소스는 무사히 콜키스에 도착하였다. 프릭소스는 황금양을 신의 제물로 바친 뒤, 그 가죽을 콜키스 왕 아이에테스에게 주었는데, 이것이 훗날 이아손 등의 영웅들이 아르고 호를 타고 찾아나선 ‘황금 양모’이다.
한편 이노의 자매 세멜레는 제우스와 관계하여 임신하였으나, 이를 질투한 헤라의 계략으로 아기를 낳기도 전에 죽었다. 제우스는 세멜레의 몸에서 태아를 꺼내 자신의 넙적다리에 넣고 꿰맸는데, 열 달이 찬 뒤 여기서 태어난 아기가 디오니소스이다. 이노는 처음에는 디오니소스의 아버지가 제우스라는 사실을 믿지 않았으나, 제우스의 전령 헤르메스의 말을 듣고 디오니소스를 길렀다. 이노는 어린 디오니소스에게 여자옷을 입혀 한동안 헤라의 눈을 피할 수 있었으나 결국 발각되어 무서운 보복을 당할뿐더러, 결국 절벽에 떨어져 비참한 최후를 맞이하게 되고 말었다. 그러나 일부 신화에 의하면 제우스는 아들 디오니소스를 키워준 보답으로 바다에 몸을 던진 이노를 레우코테아 여신으로, 멜리케르테스를 팔라이몬으로 만들었다고 한다.